# Alexandre Pierres de Bernis
Pour les articles homonymes, voir Bernis.
Pour les autres membres de la famille, voir Famille de Pierre.
Alexandre Pierres de Bernis est un homme politique français né le 12 février 1777 à Rome (Italie) et mort le 15 novembre 1845 à Saint-Marcel-d'Ardèche (Ardèche).

## Biographie
Apparenté au cardinal de Bernis, il est maire de Saint-Marcel-d'Ardèche, conseiller général et député de l'Ardèche de 1827 à 1831, siégeant à l'extrême droite.

## Sources
- « Alexandre Pierres de Bernis », dans Adolphe Robert et Gaston Cougny, Dictionnaire des parlementaires français, Edgar Bourloton, 1889-1891 [détail de l’édition]